# مقاطعة أراباهو (كولورادو)
مقاطعة أراباهو (بالإنجليزية: Arapahoe County)‏ هي إحدى مقاطعات ولاية كولورادو في الولايات المتحدة الأمريكية.